# Плюшов, Гульельмо
Гульельмо Плюшов (итал. Guglielmo Plüschow, наст. имя Вильгельм фон Плюшов, нем. Wilhelm von Plüschow; 18 августа 1852, Висмар — 3 января 1930, Берлин) — немецкий фотограф, работавший в Италии. Известен тем, что делал изображения обнажённого тела, в основном мужского. Двоюродный брат другого «певца» красоты мужского тела, фотографа Вильгельма фон Глёдена.
В начале 70-х годов XIX века переехал в Рим, где сменил имя «Вильгельм» на итальянский эквивалент «Гульельмо».
Поначалу торговал вином, затем занялся фотографией, начав снимать обнажённое мужское и женское тело.
Какое-то время работал в Неаполе, в частности на Капри, где по заказу делал снимки Нино Чезарини, молодого любовника французского аристократа, денди и писателя Жака д’Адельсверд-Ферзена. Здесь же, в Неаполе, Плюшов встретил Винченцо Гальди, ставшего его моделью и, вероятно, любовником.
В 1902 году Плюшов был осуждён за «сводничество» и «развращение несовершеннолетних» и провёл восемь месяцев в тюрьме. В 1907 разгорелся ещё один скандал — фотографа обвинили в сексуальной связи с 12-летним мальчиком. Эти события вынудили его приблизительно в 1910 году навсегда покинуть Италию. Плюшов поселяется в Берлине.
О более позднем периоде его творчества известно крайне мало. Плюшов, так ни разу и не женившийся и не имевший детей, умер в 1930 году, незадолго до прихода к власти в Германии нацистов, которые начали планомерное преследование лиц с нетрадиционной сексуальной ориентацией.
В целом творчество фотографа оценивается не так высоко, как фотографии, сделанные его двоюродным братом (хотя Плюшов начал заниматься эротической фотографией раньше фон Глёдена). C художественной точки зрения его фотографии несколько проигрывают из-за недостаточного освещения, а подчас — неестественности поз изображённых на снимках моделей. Так или иначе, Плюшов, наряду с фон Глёденом, является одним из основоположников такого направления в искусстве, как гомоэротическая фотография.